# 大名站
大名站，位于中华人民共和国河北省邯郸市大名县沙圪塔镇，是邯济铁路上的火车站，建于1999年，由北京局集团管辖，2014年12月10日邯济铁路开通客运业务，但本站现时并无旅客列车停靠。

## 車站周邊
- 大广高速公路

## 歷史
- 建于1999年。

## 外部連結
- 中国铁路客户服务中心（页面存档备份，存于）